# مهدی عبدالصاحب
مهدی عبدالصاحب (انگلیسی: Mahdi Abdul-Sahib؛ زادهٔ ۲۸ ژوئیهٔ ۱۹۵۶) بازیکن فوتبال اهل عراق بود.
وی همچنین در تیم ملی فوتبال عراق بازی کرده‌است.